# Copa Desafío Latino 2007
A Copa Desafío Latino 2007 foi um torneio amistoso disputado em junho de 2007, entre as Seleções Masculinas de Futebol do Peru e do Equador.
A primeira partida foi disputada em Madrid, e a segunda, em Barcelona.

## Equipes Participantes
- Seleção Equatoriana de Futebol
- Seleção Peruana de Futebol

## Jogos

### Partida
| 3 de Junho de 2007 | Peru                                                      | 2 – 1     | Equador                   | Estádio Vicente Calderón, Madrid Público: 20.000 Árbitro: Hugo López Huerta |
|                    | Jefferson Farfán 04' · Ulises de la Cruz (gol contra) 50' | Relatório | Carlos Tenorio (pen.) 10' |                                                                             |

| Peru | Equador |

|                   |    |                      |  |     |
|                   |    |                      |  |     |
| G                 | 1  | George Forsyth       |  |     |
| Z                 | 2  | Miguel Villalta      |  |     |
| Z                 | 3  | Alberto Rodríguez    |  |     |
| Z                 | 4  | Santiago Acasiete    |  |     |
| AD                | 6  | Amilton Prado        |  | 46' |
| V                 | 5  | Damián Ismodes       |  | 74' |
| V                 | 8  | Juan Carlos Baltazar |  |     |
| M                 | 7  | Andrés Mendoza       |  | 67' |
| AE                | 7  | Martín Hidalgo       |  | 46' |
| A                 | 9  | Jefferson Farfán     |  |     |
| A                 | 11 | Paolo Guerrero       |  |     |
| Substituições:    |    |                      |  |     |
|                   |    | John Galliquio       |  | 46' |
|                   |    | Jhoel Herrera        |  | 74' |
|                   |    | Juan Vargas          |  | 46' |
|                   |    | Paolo de la Haza     |  | 67' |
| Treinador:        |    |                      |  |     |
| Julio César Uribe |    |                      |  |     |

|                      |            |                   |  |     |
|                      |            |                   |  |     |
| G                    | 1          | Daniel Viteri     |  |     |
| LD                   | 2          | Ulises de la Cruz |  |     |
| Z                    | 3          | Renán Calle       |  |     |
| Z                    | 4          | Iván Hurtado      |  |     |
| LE                   | 6          | Neicer Reasco     |  | 52' |
| V                    | 5          | Luis Bolaños      |  |     |
| V                    | 8          | Patricio Urrutia  |  |     |
| M                    | 7          | Segundo Castillo  |  |     |
| M                    | 10         | Walter Ayovi      |  | 71' |
| A                    | 9          | Christian Benítez |  |     |
| A                    | 11         | Carlos Tenorio    |  |     |
| Substituições:       |            |                   |  |     |
| M                    |            | Felipe Caicedo    |  | 71' |
| Z                    | Oscar Bagi |                   |  | 52' |
| Treinador:           |            |                   |  |     |
| Luis Fernando Suárez |            |                   |  |     |

### Partida 2
| 6 de Junho de 2007 | Equador                                         | 2 – 0     | Peru | Mini Estadi, Barcelona Público: 11.000 Árbitro: Felipe Santiago Crespo |
|                    | Christian Benítez 84' · Ulises de la Cruz 90+2' | Relatório |      |                                                                        |

| Equador | Peru |

|                      |                   |                   |  |     |
|                      |                   |                   |  |     |
| G                    | 1                 | Klimowicz         |  |     |
| LD                   | 2                 | Ulises de la Cruz |  |     |
| Z                    | 3                 | Campos            |  |     |
| Z                    | 4                 | Iván Hurtado      |  |     |
| LE                   | 6                 | Bagui             |  |     |
| V                    | 5                 | Kaviedes          |  | 45' |
| V                    | 8                 | Segundo Castillo  |  | 74' |
| M                    | 7                 | Edwin Tenorio     |  |     |
| M                    | 10                | Ambrosi           |  | 70' |
| A                    | 9                 | Christian Borja   |  | 71' |
| A                    | 11                | Felipe Caicedo    |  | 71' |
| Substituições:       |                   |                   |  |     |
| LE                   |                   | Reasco            |  | 45' |
|                      | Urrutia           |                   |  | 74' |
|                      | Ayovi             |                   |  | 70' |
| A                    | Carlos Tenorio    |                   |  | 71' |
| A                    | Christian Benitez |                   |  | 57' |
| Treinador:           |                   |                   |  |     |
| Luis Fernando Suárez |                   |                   |  |     |

|                   |    |                      |  |     |
|                   |    |                      |  |     |
| G                 | 1  | George Forsyth       |  |     |
| Z                 | 2  | Miguel Villalta      |  |     |
| Z                 | 3  | Galliquio            |  |     |
| Z                 | 4  | Santiago Acasiete    |  |     |
| AD                | 6  | Vilches              |  |     |
| V                 | 5  | Prado                |  |     |
| V                 | 8  | Juan Carlos Baltazar |  | 65' |
| M                 | 7  | Ismodes              |  | 65' |
| AE                | 7  | Mendoze              |  | 74' |
| A                 | 9  | Jefferson Farfán     |  |     |
| A                 | 11 | Paolo Guerrero       |  |     |
| Substituições:    |    |                      |  |     |
|                   |    | Paolo de la Haza     |  | 65' |
|                   |    | Jhoel Herrera        |  | 65' |
|                   |    | Rengifo              |  | 74' |
| Treinador:        |    |                      |  |     |
| Julio César Uribe |    |                      |  |     |

## Campeão
| Copa Desafío Latino 2007                           |
| -------------------------------------------------- |
| Seleção Equatoriana de Futebol Campeão (1º título) |